# 氣旋古拉布和沙辛
氣旋風暴古拉布和強烈氣旋風暴沙辛（英語：Cyclonic Storm Gulab and Severe Cyclonic Storm Shaheen）分別為2021年北印度洋氣旋季第3和第4個獲命名的風暴。「古拉布」一名由巴基斯坦提供，在印度斯坦語中的意思為玫瑰。而「沙辛」一名則由卡達提供，在阿拉伯語中的意思為隼。

## 發展過程
9月24日下午1時，美國海軍研究實驗室將位在緬甸東方的低壓評為熱帶擾動，並給予擾動編號96B。下午2時，聯合颱風警報中心跳過「低」、「中」、「高」三個評級並直接將其升格為熱帶風暴，給予熱帶氣旋編號03B。不久後，印度氣象局將其升格為低氣壓，給予編號BOB 04。
9月25日晚間11時，印度氣象局將其升格為氣旋風暴，並命名為古拉布（Gulab）。
9月26日下午9時，聯合颱風警報中心發佈最終警報
9月29日，一個低壓在阿拉伯海東北部形成，美國海軍研究實驗室給予擾動編號92A。上午10時，聯合颱風警報中心給予發展評級「高」。
9月30日下午3時，印度氣象局評價為低氣壓，給予其編號ARB 02。下午9時，聯合颱風警報中心將其升格為熱帶風暴，給予熱帶氣旋編號03B。同時，印度氣象局將其升格為強低氣壓。
10月1日上午6時，印度氣象局將其升格為氣旋風暴，並命名為沙辛（Shaheen）。下午3時，印度氣象局將其升格為強烈氣旋風暴。晚間8時，聯合颱風警報中心將其升格為一級熱帶氣旋。
10月2日上午9時，聯合颱風警報中心將其降格為熱帶風暴。下午3時，聯合颱風警報中心再度將其升格為一級熱帶氣旋。
下午9時，聯合颱風警報中心發佈最終警報。同時，印度氣象局將其降格為低氣壓，並發佈最終報。

## 外部連結
- 印度氣象局 （页面存档备份，存于）
- 聯合颱風警報中心 （页面存档备份，存于）